# Mistrzostwa Świata Juniorów w Narciarstwie Alpejskim 1988
7. Mistrzostwa świata juniorów w narciarstwie alpejskim odbyły się w dniach 27 stycznia - 31 stycznia 1988 r. we włoskiej miejscowości Madonna di Campiglio w regionie Trydent-Górna Adyga. Rozegrano po 5 konkurencji dla kobiet i mężczyzn. W klasyfikacji medalowej triumfowała reprezentacja Austrii, której zawodnicy zdobyli też najwięcej medali, siedem, w tym 3 złote, 1 srebrny i 3 brązowe. 

## Wyniki
| Pozycja | Zawodnik            | Narodowość     | Czas    |
| ------- | ------------------- | -------------- | ------- |
|         | Kaspar Gilgenrainer | RFN            | 1:33,15 |
|         | Wolfgang Graßl      | RFN            | 1:33,24 |
|         | Peter Rzehak        | Austria        | 1:33,56 |
| 4.      | Tommy Moe           | USA            | 1:33,62 |
| 5.      | Vlastimil Maxa      | Czechosłowacja | 1:33,81 |
| 6.      | Svein Erik Krohn    | Norwegia       | 1:33,99 |

| Pozycja | Zawodniczka            | Narodowość | Czas    |
| ------- | ---------------------- | ---------- | ------- |
|         | Andrea Schwarzenberger | RFN        | 1:15,24 |
|         | Sabine Ginther         | Austria    | 1:15,27 |
|         | Uła Łodzinia           | ZSRR       | 1:15,73 |
| 4.      | Andreja Potisk-Ribič   | Jugosławia | 1:16,05 |
| 5.      | Anja Haas              | Austria    | 1:16,27 |
| 6.      | Picabo Street          | USA        | 1:16,29 |

| Pozycja | Zawodnik              | Narodowość | Czas    |
| ------- | --------------------- | ---------- | ------- |
|         | Jeremy Nobis          | USA        | 1:35,26 |
|         | Sergio Bergamelli     | Włochy     | 1:35,85 |
|         | Peter Rzehak          | Austria    | 1:35,98 |
| 4.      | Konstantin Czistiakow | ZSRR       | 1:36,13 |
| 5.      | Kaspar Gilgenrainer   | RFN        | 1:36,16 |
| 6.      | Lasse Kjus            | Norwegia   | 1:36,61 |

| Pozycja | Zawodniczka            | Narodowość | Czas    |
| ------- | ---------------------- | ---------- | ------- |
|         | Sabine Ginther         | Austria    | 1:16,26 |
|         | Andrea Schwarzenberger | RFN        | 1:16,33 |
|         | Aline Mandrillon       | Francja    | 1:17,01 |
| 4.      | Carola Spatschil       | RFN        | 1:17,02 |
| 5.      | Stefanie Müller-Schunk | RFN        | 1:17,35 |
| 6.      | Bibiana Perez          | Włochy     | 1:17,68 |

| Pozycja | Zawodnik              | Narodowość | Czas    |
| ------- | --------------------- | ---------- | ------- |
|         | Gregor Grilc          | Jugosławia | 2:05,55 |
|         | Janne Leskinen        | Finlandia  | 2:05,73 |
|         | Jeremy Nobis          | USA        | 2:06,28 |
| 4.      | Konstantin Czistiakow | ZSRR       | 2:06,48 |
| 5.      | Matthew Grosjean      | USA        | 2:06,52 |
| 6.      | Stefan Schadinger     | USA        | 2:06,55 |

| Pozycja | Zawodniczka             | Narodowość | Czas    |
| ------- | ----------------------- | ---------- | ------- |
|         | Sabine Ginther          | Austria    | 1:53,22 |
|         | Bibiana Perez           | Włochy     | 1:53,71 |
|         | Elfi Eder               | Austria    | 1:54,06 |
| 4.      | Marianne Kjørstad       | Norwegia   | 1:54,51 |
| 5.      | Renate Oberhofer        | Włochy     | 1:54,75 |
| 6.      | Sandrine Girard Berthet | Francja    | 1:54,87 |

| Pozycja | Zawodnik          | Narodowość | Czas    |
| ------- | ----------------- | ---------- | ------- |
|         | Stefan Szałamanow | Bułgaria   | 1:42,30 |
|         | Thomas Fogdö      | Szwecja    | 1:42,95 |
|         | Max Ancenay       | Francja    | 1:43,24 |
| 4.      | Niklas Nilsson    | Szwecja    | 1:43,32 |
| 5.      | Kiminobu Kimura   | Japonia    | 1:43,35 |
| 6.      | Matthew Grosjean  | USA        | 1:43,46 |

| Pozycja | Zawodniczka           | Narodowość | Czas    |
| ------- | --------------------- | ---------- | ------- |
|         | Renate Oberhofer      | Włochy     | 1:37,98 |
|         | Tanis Hunt            | USA        | 1:38,65 |
|         | Raymonde Ansanay Alex | Francja    | 1:38,99 |
| 4.      | Elfi Eder             | Austria    | 1:39,31 |
| 5.      | Ylva Nowén            | Szwecja    | 1:39,55 |
| 5.      | Krista Schmidinger    | USA        | 1:40,01 |

| Pozycja | Zawodnik              | Narodowość     | Punkty |
| ------- | --------------------- | -------------- | ------ |
|         | Konstantin Czistiakow | ZSRR           |        |
|         | Max Ancenay           | Francja        |        |
|         | Vlastimil Maxa        | Czechosłowacja |        |
| 4.      | Christopher Puckett   | USA            |        |
| 5.      | Etienne Glassey       | Szwajcaria     |        |
| 6.      | Peter Rzehak          | Austria        |        |

| Pozycja | Zawodniczka            | Narodowość | Punkty |
| ------- | ---------------------- | ---------- | ------ |
|         | Sabine Ginther         | Austria    |        |
|         | Krista Schmidinger     | USA        |        |
|         | Raymonde Ansanay Alex  | Francja    |        |
| 4.      | Ylva Nowén             | Szwecja    |        |
| 5.      | Roberta Serra          | Włochy     |        |
| 5.      | Stefanie Müller-Schunk | RFN        |        |

## Klasyfikacja medalowa
| Miejsce | Państwo           |   |   |   | złoto · srebro · brąz |
| ------- | ----------------- | - | - | - | --------------------- |
| 1.      | Austria           | 3 | 1 | 3 | 7                     |
| 2.      | RFN               | 2 | 2 | 0 | 4                     |
| 3.      | Stany Zjednoczone | 1 | 2 | 1 | 4                     |
| 4.      | Włochy            | 1 | 2 | 0 | 3                     |
| 5.      | ZSRR              | 1 | 0 | 1 | 2                     |
| 6.      | Bułgaria          | 1 | 0 | 0 | 1                     |
|         | Jugosławia        | 1 | 0 | 0 | 1                     |
| 8.      | Francja           | 0 | 1 | 4 | 5                     |
| 9.      | Finlandia         | 0 | 1 | 0 | 1                     |
|         | Szwecja           | 0 | 1 | 0 | 1                     |
| 1       | Czechosłowacja    | 0 | 0 | 1 | 1                     |